# 영거 (TV 시리즈)
《영거》(영어: Younger)는 2015년부터 2021년까지 방영된 미국의 시트콤이다.

## 캐스트
- 서턴 포스터 - 리자 밀러
- 데비 메이저 - 매기
- 미리암 쇼어 - 다이아나 트라우트
- 니코 토터렐라 - 조쉬
- 힐러리 더프 - 켈시 피터스
- 피터 허먼 - 찰스 브룩스
- 몰리 버나드 - 로렌 헬러